# Kanton Besançon-Planoise
Besançon-Planoise is een voormalig kanton van het Franse departement Doubs. Het kanton maakte deel uit van het arrondissement Besançon.
Het kanton omvatte uitsluitend een deel van de gemeente Besançon.